# Фльоров Олексій Павлович
Олексі́й Па́влович Фльо́ров (*14 березня 1866, Янівка Глухівського повіту — 1954) — український педагог і мовознавець, перший директор Чернігівського учительського інституту (нині — Чернігівський національний педагогічний університет імені Тараса Шевченка) (1916—1919 рр.).
Народився у с. Янівка Глухівського повіту Чернігівської губернії (нині — с. Первомайське Глухівського району Сумської області) у родині священика Павла Миколайовича Фльорова та Євдокії Пилипівни Фльорової.

## Навчання
У 1884 р. закінчив Новгород-Сіверську гімназію.
З 1884 по 1888 рр. навчався у Петербурзькому історико-філологічному інституті. Здобув кваліфікацію викладача словесності й російської мови.

## Викладацька діяльність
З 1888 по 1913 рр. працював в м. Одесі. Викладав російську мову, словесність і педагогіку в Рішельєвському ліцеї, Одеській жіночій гімназії, Одеській 3-й чоловічій гімназії, Одеській 5-й гімназії, Одеському кадетському корпусі.
З 1913 по 1916 рр. викладав у 1-му та 2-му кадетських корпусах, Олександрівському ліцеї і Павловському військовому училищі в Петербурзі.
У 1916—1923 роках викладав у Чернігівському учительському інституті.
Одночасно, з липня 1920 до лютого 1923 року викладав російську мову у Чернігівському межовому технікумі. З березня 1923 року до лютого 1925 року працював ученим архіваріусом у Чернігівському губернському історичному архіві. Був звільнений з цієї посади за скороченням штатів.

## Діяльність у Чернігівському учительському інституті
1 липня 1916 р. О. П. Фльорова призначено директором Чернігівського учительського інституту. На цій посаді він з самого початку підібрав і зарахував до штату інституту низку викладачів з інших навчальних закладів м. Чернігова на умовах погодинної оплати через нестачу педагогічних кадрів. Також він разом із викладачами підшукав приміщення, придатні для здійснення навчальної діяльності інституту: орендували у торгової школи два кабінети.
О. П. Фльоров протягом першого року роботи на посаді директора інституту і першого року існування самого інституту звертався до різних міських і губернських установ з проханням надати допомогу студентам, щоб вони пошили одяг, придбали взуття та отримали продовольчі картки.
1917—1919 рр. Чернігівський учительський інститут знову змінив місцерозташування: було орендовано другий поверх приміщення дворянського пансіону-притулку.
Через погіршення стану здоров'я (працював два з половиною роки без відпусток у складних умовах) йому була надана двомісячна відпустка.
З 15 березня 1919 р. О. П. Фльоров продовжив працювати в Чернігівському учительському інституті на посаді викладача педагогіки й літератури. Його наступником на посаді директора став Сергій Воробйов.
З 1923 р. О. П. Фльоров перебував на пенсії.
В роки Другої світової війни у Фльорових згорів будинок, бібліотека, рукописи. Проте злидні і голод не зламали вченого. Він продовжував відстоювати класику у філології і наполягав на необхідності вивчення класичних художніх творів у школах.

## Наукова діяльність
Доробок науковця — понад 200 праць з педагогіки, розвитку народної освіти й викладання педагогічних дисциплін. Зокрема, публікувався в журналах «Педагогический сборник», «Журнал Министерства народного просвещения», «Педагогическая мысль», «Вестник воспитания», «Русская школа».
Написав і видав у 1894 році підручник «Грамматика древнего церковно-славянского языка сравнительно с русским», за який отримав премію Петра І.
Вже на пенсії видав навчальні посібники «Методика обучения русскому правописанию» і «Система русской орфографии».

## Нагороди
Ордени
- Святого Володимира IV ступеня
- Святої Анни II ступеня
- Святого Станіслава II ступеня

Медалі
- «В пам'ять царствування імператора Олександра III»
- «В пам'ять 300-ліття царствування дому Романових».

## Вшанування пам'яті
На честь вченого у Національному університеті «Чернігівський колегіум» імені Т. Г. Шевченка раз на два роки проводяться Фльорівські читання. В місті Чернігові на честь Фльорова О. П. названа вулиця.